# Frank Fuchs
Frank Fuchs (* 16. März 1964 im Vogtland; † 12. Dezember 2018 ebenda) war ein deutscher Buch- und Offsetdrucker sowie Genealoge. Er wurde bekannt als Redakteur der Reihe Mitteldeutsche Ortsfamilienbücher.

## Leben
Nach dem Schulbesuch erlernte Frank Fuchs das Handwerk des Buch- und Offesetdruckers im Hoch- und im Flachdruck und war zuletzt als solcher bei der Westermann Druck GmbH in Zwickau tätig. Daneben absolvierte er eine Ausbildung als TA für Meteorologie. Wohnhaft war Frank Fuchs im Limbacher Ortsteil Lauschgrün.
Bereits frühzeitig interessierte Frank Fuchs sich für Familiengeschichte und wurde nach der deutschen Wiedervereinigung Mitglied der Arbeitsgemeinschaft für mitteldeutsche Familienforschung e. V. in Leipzig, deren Vorstandsmitglied er von 2008 bis zu seinem Tod war. Dort war er außer als Genealoge u. a. auch als Moderator der Mailinglisten Sachsen, Thüringen und Vogtland tätig. Daneben war er Administrator des listenübergreifenden Forums Ahnensuche-Mitteldeutschland.
Besondere Verdienste erwarb sich Frank Fuchs durch die Übernahme der Redaktion der Reihe Mitteldeutsche Ortsfamilienbücher der Arbeitsgemeinschaft für mitteldeutsche Familienforschung. Der Band 112 Irxleben war der letzte von ihm redigierte Band der Mitteldeutschen Ortsfamilienbücher. Er erschien kurz nach dem Tod von Frank Fuchs.
Ferner war Fuchs Mitglied des Harley Clubs Green Hills Germany.

## Ehrungen
- 2013 Sächsischer Fluthelferorden